# Watch Out For This (Bumaye)
Singles de Major Lazer
Jah No Partial
(2012) Jessica
(2013)
Watch Out For This (Bumaye) est un single du projet musical Major Lazer sorti en 2013, en featuring avec Busy Signal, The Flexican et FS Green.
La chanson est une version chantée de Bumaye de The Flexican et FS Green présente sur la mixtape de Flexican Yours Truly: The Mixtape Part II (2011), qui est elle-même un remake de sa chanson avec Typhoon. Bumaye contient une interpolation de la chanson María Lionza de Willie Colón et Rubén Blades présente sur l'album Siembra (1978).

## Classement hebdomadaire
| Classements (2012-13)                   | Meilleure position |
| --------------------------------------- | ------------------ |
| Allemagne (Media Control AG)            | 27                 |
| Australie (ARIA)                        | 40                 |
| Autriche (Ö3 Austria Top 40)            | 40                 |
| Belgique (Flandre Ultratop 50 Singles)  | 5                  |
| Belgique (Wallonie Ultratop 50 Singles) | 8                  |
| Danemark (Tracklisten)                  | 14                 |
| France (SNEP)                           | 4                  |
| France (Club 40)                        | 1                  |
| Hongrie (Rádiós Top 40)                 | 17                 |
| Hongrie (Dance Top 40)                  | 24                 |
| Israël (Media Forest)                   | 4                  |
| Luxembourg (Digital Songs)              | 9                  |
| Pays-Bas (Nederlandse Top 40)           | 7                  |
| Slovaquie (IFPI Rádio)                  | 39                 |
| Suède (Sverigetopplistan)               | 38                 |
| Suisse (Schweizer Hitparade)            | 23                 |

### Certifications
| Pays     | Organisme | Certifications | Vente                    |
| Belgique | BEA       | Or             | 15 000[réf. nécessaire]  |
| Danemark | IFPI      | Platine        | 30000                    |
| France   | SNEP      | Or             | 100 000[réf. nécessaire] |
| -------- | --------- | -------------- | ------------------------ |